# ناحیه کلاید، شهرستان آلگان، میشیگان
ناحیه کلاید (به انگلیسی: Clyde Township) یک منطقهٔ مسکونی در ایالات متحده آمریکا است که در شهرستان آلگان، میشیگان واقع شده است. ناحیه کلاید ۹۱٫۹ کیلومتر مربع مساحت و ۲٬۰۸۴ نفر جمعیت دارد و ۱۹۷ متر بالاتر از سطح دریا واقع شده است.